# Resko Północne Wąskotorowe
Resko Północne Wąskotorowe – nieczynna wąskotorowa stacja kolejowa w Resku, w województwie zachodniopomorskim, w Polsce. 
W 1947 roku zmieniono niemiecką nazwę stacji – Regenwalde Ldb., na polską nazwę Resko Północne Wąskotorowe.